# 浪岡顕範
浪岡 顕範（なみおか あきのり）は、戦国時代から安土桃山時代の武将。
浪岡具統の次男。当主となった兄具運の補佐を務めたが、永禄5年（1562年）に河原御所の乱で具運が叔父の具信に殺害されると、即座に具信を討ち取って兄の嫡男である顕村を新たな当主に擁立し、その後見役を務めた。
天正6年（1578年）、津軽為信に攻められて浪岡北畠氏が滅亡した時に津軽軍に討ち取られたといわれる。